# Eric Teichman

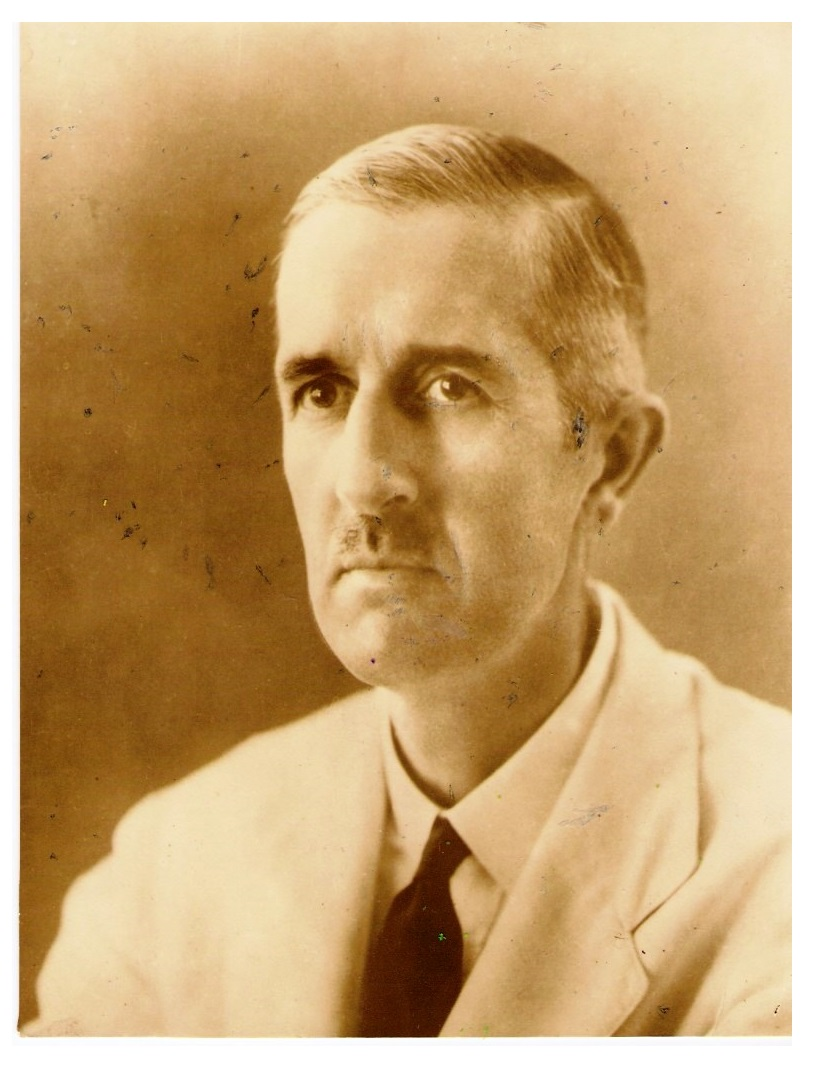
Eric Teichman

Eric Teichmann (16 januari 1884 - Norfolk, 3 december 1944) was een Brits consulofficier en diplomaat in Brits-Indië aan het begin van de 20e eeuw
Teichmann werd door Londen afgevaardigd in 1918 als bemiddelaar tussen Tibet en de Republiek China, nadat het Tibetaanse leger na een verdedigingsslag in 1917 grotere stukken terreinwinst had weten te behalen, tot Dajianlu en Dergé, Tijdens zijn bemiddeling werd in twee akkoorden overeengekomen dat de oostgrens ongeveer zou samenvallen met de Jangtsekiang, dat alle vijandelijkheden werden gestaakt en dat de troepen uit elkaars grondgebied werden teruggetrokken.
Teichmann noteerde in zijn dagboek: "Geen spoor van enige Chinese machtbevoegdheden heeft sinds 1912 in het door Lhasa geregeerde Tibet overleefd noch zich opnieuw getoond."
In 1944 werd Teichman op 60-jarige leeftijd na zijn pensionering vermoord in Norfolk.